# Sân bay quốc tế Sadiq Abubakar III
Sân bay quốc tế Sadiq Abubakar III hay Sân bay Sultan Saddik Abubakar (IATA: SKO, ICAO: DNSO) là một sân bay tại Sokoto, một thành phố ở bang Sokoto của Nigeria. Sân bay này có 1 đường băng dài 3.000 m rải bê tông nhựa.

## Các hãng hàng không và các tuyến điểm
Hiện có hai hãng hàng không hoạt động tại sân bay này, kết nối với Abuja.
- Arik Air (Abuja)
- Virgin Nigeria (Abuja) [4]